# Lincolnshire sárga

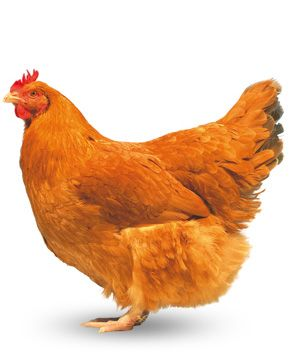
Lincolnshire-i tyúk

A lincolnshire sárga egy Angliában kitenyésztett nagytestű tyúkfajta.

## Fajtatörténet
A lincolnshire sárga tyúkfajta az 1850-es években keletkezett az angliai Lincolnshire megyében. Kialakításában részt vett az akkoriban Sanghajból tömegével importált sárga cochin és két hazai fajta, a piros dorking és a búza színű óangol viador. Az újonnan előállított fajta kitűnt gyors növekedésével, finom porhanyós húsával, és kiváló téli tojástermelésével. Hozzávetőleg négy évtizedig igen keresett asztali szárnyas volt a londoni piacokon, ahol tonnaszámra volt értékesítve. Népszerűsége a századfordulóig tartott ki, mikor is William Cook a fekete és fehér orpington után, 1894-ben kitenyésztette a sárga orpingtont. Mivel a két fajta akkoriban még igen hasonlított egymásra, Cookot azzal gyanúsították, hogy sárga orpingtonjai nem újonnan kitenyésztettek, hanem csupán a lincolnshire-i tyúk négylábujjú utódai. Cook aztán bebizonyította, hogy nem használta fel a fajtát az orpingtonok kitenyésztésekor. Tény azonban, hogy az orpingtonok népszerűségének töretlen növekedése okozta a fajta visszaszorulását, majd az 1920-as évekre datálható részleges eltűnését is. 
Az 1970-es években új fejezet nyílt a fajta történetében. A Lincolnshire Mezőgazdasági Egyetem programot dolgozott ki a négy lincolnshire-i háziállat fajta megmentése érdekében, miután a lincolnshire-i göndör sertést 1972-ben kipusztultnak nyilvánították. A program a lincolnshire-i hosszú szőrű birka és lincolnshire-i vörös szarvasmarha mellett a lincolnshire sárga tyúk megmentését is tartalmazta. Felkutatták a még létező néhány egyedet, és újra frissítették piros dorkingokkal és sárga cochinokkal. Gyakorlatilag visszatenyésztés történt megmentésének érdekében. 1981-től kezdve a fajta ismét hozzáférhetővé vált, elsősorban a megyében az elkötelezett baromfitartók közt terjedt el. Míg az orpington gyors országos népszerűségét ugyanolyan gyors és töretlen népszerűség követte világszerte, addig a lincolnshire sárgát a grófságon kívül csak elvétve tenyésztik hazájában is. Korábban nem volt elismertetve, csupán az újratenyésztést követően, 1997-ben lett standardizálva. Ma állománya a megyén belül stabilnak mondható, tenyésztését fajtaklub irányítja, mely évente fajtakiállítást rendez.

## Fajtabélyegek
Testes, erős testfelépítésű tyúkok. Mellük telt, széles. Hátuk széles és hosszú. Farkuk középhosszú. Szárnyuk nagy, testhez simuló. Fejük kicsi, melyen közepesen nagy egyszerű fésűtarajt viselnek. Szemszín narancssárga. Csőrük erős, nem túl rövid, krém színű. Lábaik rövidek, vagy középhosszúak, négy helyett öt lábujjuk van. Az ötödik lábujj a negyedik lábujj felett található hátul, attól jól elkülönül és kissé felfelé hajlik. Bőrük fehér. Bőséges tollazatukat enyhén lazán viselik. A tenyésztők azt is szorgalmazzák, hogy lehetőleg minél több különbség legyen közte és a sárga orpington között. Alapvető különbség az ötödik lábujj, a hosszabb testráma, mely hosszabb, alacsonyabban tartott farokban végződik. Tollazatukat kevésbé hordják lazán, mint az orpintonok. Színezetük az orpingtonok okkersárga színétől eltérően vörhenyes sárga, amely különbség a kakasnál még látványosabban érvényre jut. Tarajuk kissé nagyobb. Az orpintonok túltenyésztettségéből fakadó díszbaromfi jelleg, tipegő járás, idegrendszeri tünetek nem jellemzik.
Színváltozatok: kizárólag sárga színben tenyésztik.

## Tulajdonságok
Nyugodt temperamentumú, könnyen szelídülő fajta. Eredetileg nehéz kettős hasznú fajtának volt kitenyésztve, de elsősorban mint húshasznú teljesít jól. Évente 130 darab nagyméretű halványbarna színű tojást tojik. A kakas testsúlya 4-5 kg, a tyúké 3,1-4 kg. Törpe változatát is kitenyésztették. Ennek kakasa 1-1,3 kg, tyúkja 0,9 kg körüli. 